# Britische Klasse 380
Die Fahrzeuge der britischen Klasse 380 (Class 380) sind drei- (Class 380/0) und vierteilige (Class 380/1) elektrische Triebzüge (EMU – electric multiple unit) aus dem von Siemens Mobility entwickelten Fahrzeugkonzept Desiro. Diese Aluminium-Fahrzeuge verkehren seit Ende 2010 in Schottland.

## Hersteller und Betreiber
Am 28. Juli 2008 erhielt die Firma Siemens Mobility (heute Siemens Rail Systems) vom Betreiber First ScotRail und dem schottischen Verkehrsamt den Auftrag über insgesamt 38 Triebzüge des Typs Desiro UK der Class 380, davon 22 dreiteilige und 16 vierteilige Garnituren. Der Auftragswert inklusive Wartung liegt bei rund 300 Millionen Euro. Die Fertigung fand von Herbst 2009 bis Anfang 2011 in Krefeld-Uerdingen statt. Die Inbetriebnahme erfolgte im Prüfcenter Wegberg-Wildenrath, wo am 1. Juli 2010 auch das offizielle Roll Out stattfand.
Im Herbst 2010 wurde in Glasgow (Polmadie) ein Betriebswerk für die Wartung der Züge durch den Hersteller in Betrieb genommen.
Besteller und Betreiber ist die britische Eisenbahngesellschaft First ScotRail, ein Tochterunternehmen der First Group.

## Strecken
Die Züge der Class 380 werden auf der Ayrshire Coast Line zwischen Glasgow und Largs, auf der Inverclyde Line zwischen Glasgow und Gourock sowie auf der North Berwick Line zwischen Edinburgh und Dunbar betrieben.
Am 6. Mai 2009 wurde im Bahnhof Glasgow Central ein Mock-up, also ein Vorführmodell in Originalgröße, der Öffentlichkeit vorgestellt.